# Die Verschworenen

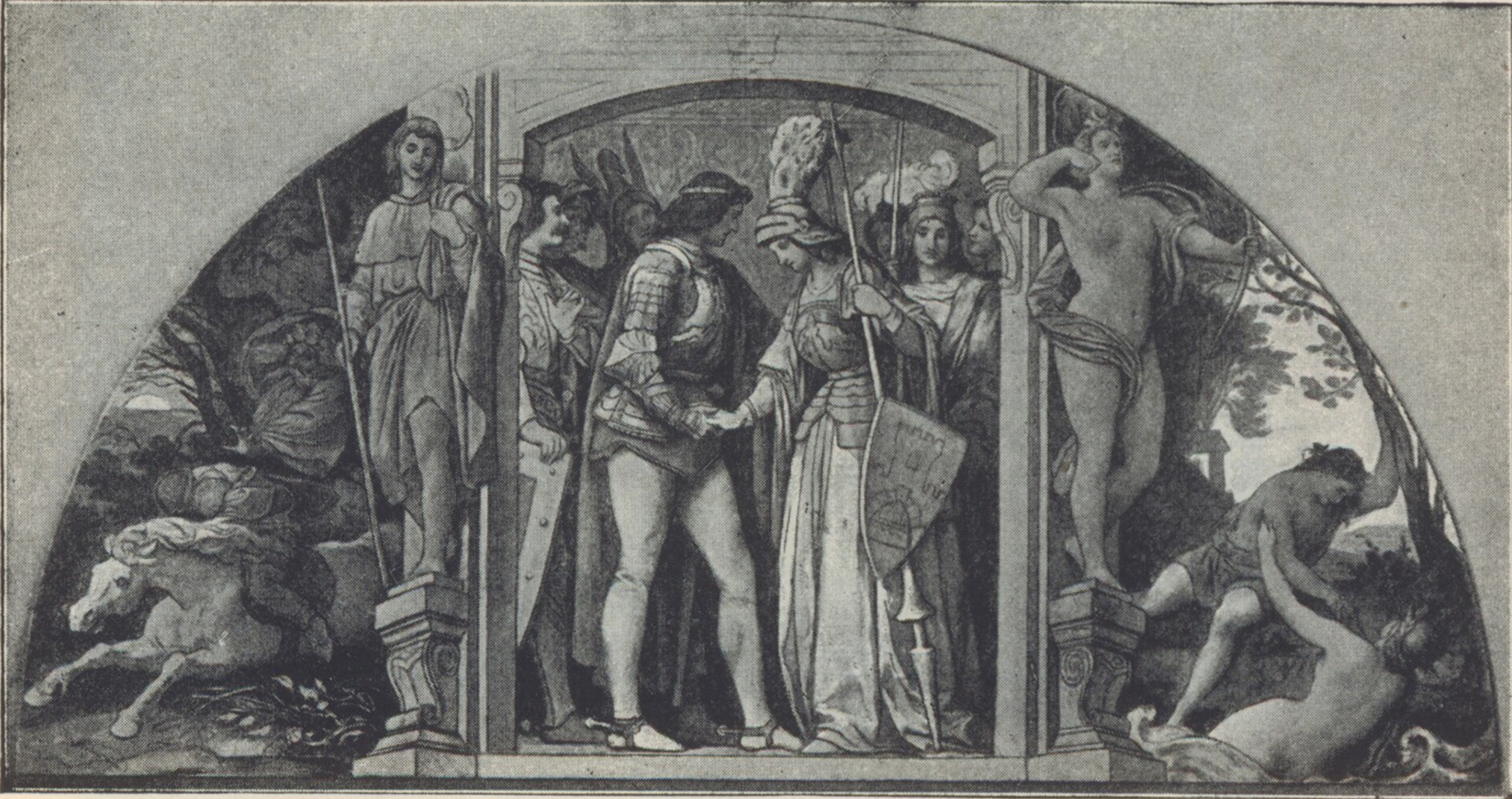
Moritz von Schwind: De sammansvurna Wiener Staatsoper 1869

Die Verschworenen (svenska: 'De sammansvurna') är ett sångspel i en akt (ca 75 minuter) av Franz Schubert till ett libretto av Ignaz Franz Castelli. Som förlaga tjänade Kvinnorna i folkförsamlingen och Lysistrate av François-Benoît Hoffmann & Aristofanes. Ett konsertant uruppförande ägde rum den 1 mars 1861 i Wien och ett sceniskt den 29 augusti 1861 i Frankfurt am Main.
Ett sceniskt uppförande gjordes ffg i Sverige 2003 av amatörsällskapet Simply Opera i Malmö, på MAF, med svensk text av Eva Färe.